# Borovice vrcholová
Borovice vrcholová (Pinus culminicola) je drobná mexická vysokohorská keřovitá borovice, velmi ohrožená lesními požáry.

## Popis
Stálezelený, jehličnatý, větrosprašný a jednodomý keř, dorůstající do výšky 1–5 m a u dospělých jedinců do šířky 10 m. Kmen je vícečetný, dosahuje průměru do 15–25 cm. Větve vyrůstají hned u země, jsou početné, větve prvního řádu (hlavní větve) jsou ležaté až stoupající, větve vyšších řádů (vedlejší větve) jsou stoupající až vztyčené, krátké, silné, pevné, ale pružné, a tvořící hustou a zaoblenou až plochou korunu, obvykle propojenou s ostatními jedinci. Koruna je nízká, hustá a zakulacená. Borka je u mladých stromů hladká a šedá, u starších tenká, šupinovitá, odlupující se po chlupatých, šedohnědých plátech, a tím odkrývající novou, oranžovou borku vespod. Letorosty jsou krátké, silné a drsné, s dolů ohnutými, vytrvalými, zprvu hnědými a později šedými základnami kolének listových stopek. Listeny (primární šupiny) jsou malé, úzce trojúhelníkové až šídlovité, s ocasovitým vrcholem, nepravidelně vroubkovaným okrajem, vytrvávající v jednom kusu, světle hnědé a zvětráváním načernale šedé. Vegetativní pupeny jsou široce vejčité, s 6–10 mm dlouhým hlavním vrcholovým (terminálním) pupenem a s menšími a mírně pryskyřičnatými postranními (laterálními) pupeny. Pupenové šupiny jsou s překrývajícími se okraji, volnými na vrcholech, šídlovitě ocasovitými a světle hnědými.
Jehlice jsou tuhé, zahnuté směrem k vrcholu letorostu, s trojúhelníkovým průřezem, s konvexními spodními stranami, s hypodermis mající jednotný vzhled, se dvěma vrstvami buněk, s 1-2 vnějšími pryskyřičnými kanálky na spodních stranách; stélé je válcovitá; vnější buněčné stěny endodermu nejsou ztluštělé; s jedním cévním svazkem. Jehlice se vyskytují ve svazečcích po 5 (vzácně též po 4 a 6 ), jsou 3–5 cm dlouhé a 0,9-1,3 mm tlusté, s průduchy na obou horních površích; spodní povrchy jsou tmavozelené, horní povrchy jsou stříbrnomodrošedozelené se 4-5 řadami průduchů na každém povrchu jehlice. Okraje jehlic jsou celokrajné, špičky jehlic jsou tupé; svazečkové pochvy jsou zprvu 6–8 mm dlouhé, sestávají ze 4-6 průsvitných šupin s překrývajícími se řasinkovitými okraji; později, u zralých pochev, se šupiny rozdělují a tvoří růžici u základny svazečku. Šupiny jsou žlutošedé, polovytrvalé a z většiny opadávající před svazečky; jehlice rostou na krajních větvích v hustých trsech. Jehlice zůstávají na stromě 2–3 roky.
Samčí (pylové) šištice rostou blíže ke středu letorostu; ve zralosti jsou vejčitě obdélníkové, 5–8 mm dlouhé a žluté a později žlutohnědé. Samičí (semenné) šištice – šišky rostou blízko konců větví; jsou přirostlé nebo na silných a krátkých, šídlovitě ocasovitými šupinami pokrytých, stopkách; nezralé šišky jsou téměř kulovité, pryskyřičnaté, purpurovohnědé a dozrávají ve dvou letech; zralé šišky jsou v uzavřeném stavu téměř kulovité, po rozevření s plochou základnou a vzdálenými rozprostřenými plodnými šupinami a pak jsou 3-4,5 cm dlouhé a 3–5 cm široké a brzy opadávají. Šupin šišek je přibližně 45-60 , z toho 10-15 je plodných u zralých šišek v horní části koruny stromu. Malé šišky z nižších větví, kde jsou špatně opyleny a mají nedostatek živin, jsou často nesouměrné a pouze s 1-10 plodnými šupinami; šupiny jsou oddělené a široce rozprostřené, až na menší neplodné a ke středu bližší šupiny, nepravidelné, často zakřivené, tenké, hrubě zvrásnělé, oranžovohnědé, s 1-2 hlubokými pohárkovitými prohlubněmi držícími semena, lemovanými blánovitými zbytky křídel semen, a nepravidelnými okraji, nepravidelně vroubkované, z obou stran nažloutlé, s hnědými semennými pohárky. Výrůstky jsou mírně vyvýšené, a příčným kýlem, kosodélníkové a se zašpičatělým vrcholem, 13 mm dlouhé a 10–15 mm široké. Přírůstek prvního roku je horní, mírně vyvýšený, v obrysu kosočtverečný, s nebo bez nepatrného trnu, tmavohnědý a často pryskyřičnatý, 5 mm široký. Semena jsou tmavooranžovohnědá, 5–7 mm dlouhá a 4–5 mm široká; s 0,5-1 mm tlustým a tvrdým osemením a bílým endospermem. Křídla semen jsou nevyvinutá a 0,5-1 mm dlouhá a po vypadnutí semen zůstávají v šišce.
Semenáče mají 8-11 děložních lístků. Šišky dozrávají v říjnu. K rozšiřování semen dochází v listopadu.

## Příbuznost
Borovice vrcholová je blízce příbuzná s borovicemi Pinus discolor a Pinus johannis. Taktéž je vzdáleněji příbuzná s borovicemi Pinus orizabensis a Pinus quadrifolia.

## Výskyt
Borovice vrcholová se vyskytuje endemicky v Mexiku (státy Coahuila a Nuevo León).

## Ekologie
Výlučně vysokohorský strom, rostoucí v nadmořských výškách 3000-3700 m, s velmi podobným habitem jako u dalších vysokohorských keřovitých borovic, například s evropskou borovicí klečí (Pinus mugo) a asijskou borovicí zakrslou (Pinus pumila). Důvodem habitu těchto borovic je adaptace těchto stromů na otryskávání větry, nesoucími písek a led, a krátké vegetační období. Strom roste především v půdách kamenitých a vápenatých a je mrazuvzdorný do –17 °C. Klimatické podmínky zde nejsou příliš známé pro nepřítomnost meteorologických stanic na vrcholcích hor. V zimě se zde vyskytuje sníh. Kolem hory Cerro (El) Potosí (ve státě Nuevo León) tvoří borovice vrcholová rozsáhlé monokulturní porosty nebo roste dohromady s borovicemi Pinus ayacahuite a Pinus hartwegii (na vrcholcích hor se zakrnělou borovicí Pinus hartwegii); kolem hory Sierra de la Marta (ve státě Coahuila) roste borovice v keřových společenstvech například s rostlinami z rodů agáve (Agave), dub (Quercus), latnatec (Ceanothus), medvědice (Arctostaphylos) a dalšími.

## Přátelé
Semena stromu rozšiřuje sojka Aphelocoma wollweberi a ořešník americký (Nucifraga columbiana), ptáci si dělají zásoby potravy na zimu a semena stromu zahrabávají do země a některá semena vyklíčí, čímž ptáci stromu prospívají.

## Využití člověkem
Borovice Pinus culminicola není komerčně využívána.

## Ohrožení
Strom je považován za ohrožený, stav jeho populace klesá, především pro požáry, kterými je strom v dlouhých obdobích sucha velmi ohrožován. K regeneraci populace dochází pomalu a regenerace bývá též znemožňována spásáním a sešlapáváním. Populace stromu, omezená pouze na vrcholky hor, je značně roztříštěná (v údolích strom neroste) a navíc omezení pouze na vrcholky hor dělá strom do budoucna zranitelným v souvislosti s globálním oteplováním. Je třeba zvýšit ochranu proti člověkem zakládaným požárům (například při táboření) a snížit spásání zvěří. Kolem hory Cerro (El) Potosí byly zahájeny programy obnovení populace borovice Pinus culminicola.

## Galerie

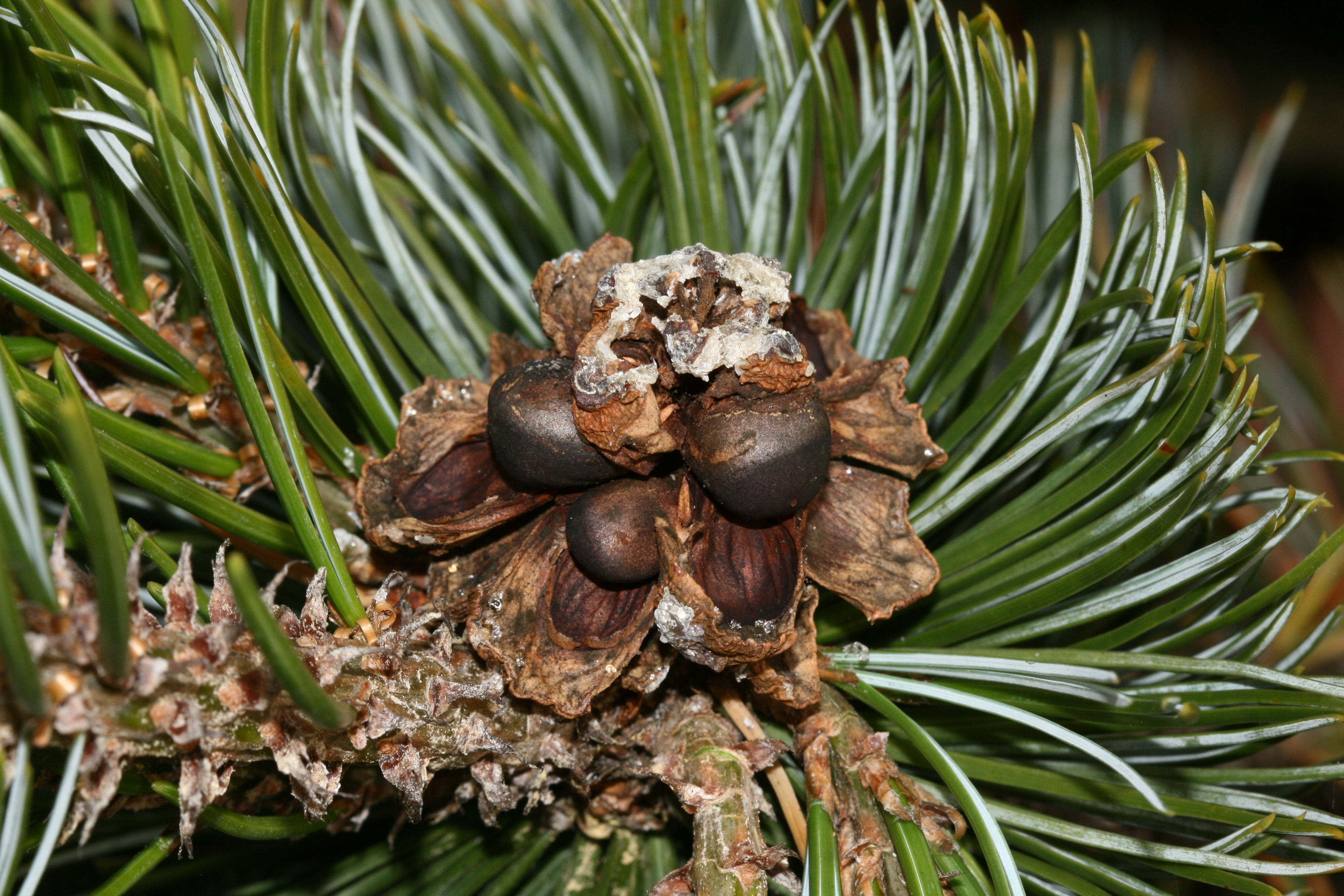
Borovice vrcholová, šiška na větvi, v botanické zahradě Royal Botanic Garden, Edinburgh, Skotsko.
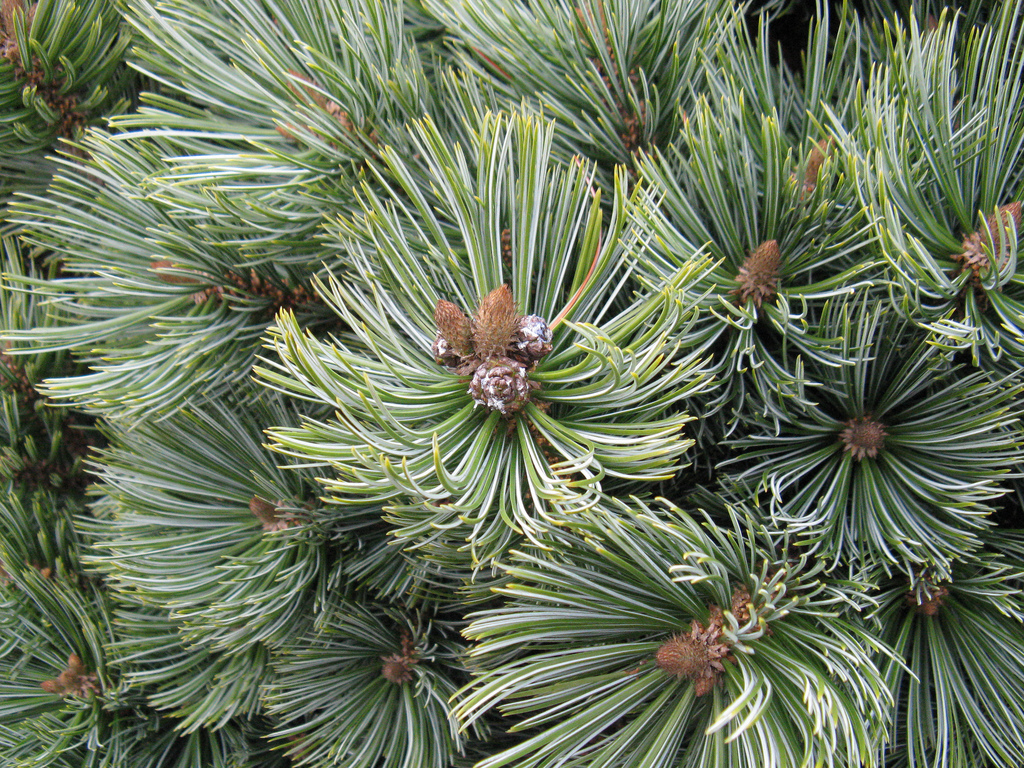
Pupeny, jehlice a šišky na větvi, tamtéž